# Paul Bodin
Paul John Bodin (Cardiff, Gales, 13 de septiembre de 1964), futbolista galés. Jugó de defensa. 

## Selección nacional
Ha sido internacional con la Selección de fútbol de Gales, jugó 23 partidos internacionales y anotó 3 goles.

## Clubes
| Club              | País       | Año       |
| ----------------- | ---------- | --------- |
| Cardiff City      | Gales      | 1982-1985 |
| Bath City         | Inglaterra | 1985-1988 |
| Newport County    | Gales      | 1988      |
| Swindon Town      | Inglaterra | 1988-1991 |
| Crystal Palace FC | Inglaterra | 1991      |
| Newcastle United  | Inglaterra | 1991-1992 |
| Swindon Town      | Inglaterra | 1992-1996 |
| Reading FC        | Inglaterra | 1996-1997 |
| Wycombe Wanderers | Inglaterra | 1997      |
| Reading FC        | Inglaterra | 1997-1998 |
| Bath City         | Inglaterra | 1998-2001 |